# Distribución T² de Hotelling

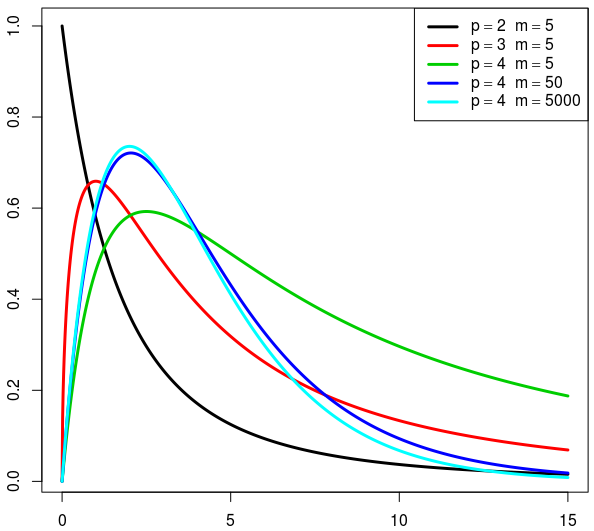
Función de densidad de probabilidad.Parámetros:p - dimensión de las variables aleatorias.m - relacionado con el tamaño de la muestra.

En estadística la distribución T² (T-cuadrado) de Hotelling es importante porque se presenta como la distribución de un conjunto de estadísticas que son una generalización natural de las estadísticas subyacentes distribución t de Student. En particular, la distribución se presenta en estadísticas multivariadas en pruebas de diferencias entre las medias (multivariadas) de diferentes poblaciones, donde las pruebas para problemas univariados usarían la Prueba t. Es proporcional a la distribución F.
La distribución recibe su nombre de Harold Hotelling, quien la desarrollo como una generalización de la distribución t de Student.

## Definición
Si el vector {\displaystyle d} tiene distribución normal multivariada con media cero y matriz de covarianza unitaria {\displaystyle N({\boldsymbol {0}}_{p},{\boldsymbol {I}}_{p,p})} y {\displaystyle M} es una matriz de tamaño {\displaystyle p\times p} con matriz unitaria escalada y {\displaystyle m} los grados de libertad con distribución de Wishart {\displaystyle W({\boldsymbol {I}}_{p,p},m)} entonces la forma cuadrática {\displaystyle X} tiene distribución de Hotelling con parámetros {\displaystyle p} y {\displaystyle m}:
{\displaystyle X=md^{T}M^{-1}d\sim T^{2}(p,m)}
Si la variable aleatoria {\displaystyle X} tiene distribución T-cuadrado de Hotelling con parámetros {\displaystyle p} y {\displaystyle m}, {\displaystyle X\sim T_{p,m}^{2}}, entonces 
{\displaystyle {\frac {m-p+1}{pm}}X\sim F_{p,m-p+1}}
donde {\displaystyle F_{p,m-p+1}} es la distribución F con parámetros {\displaystyle {\ce {p}}} y {\displaystyle m-p+1}.

## Estadística T-cuadrado de Hotelling
La estadística T-cuadrado de Hotelling es una generalización de la estadística t de Student que se usa en las pruebas de hipótesis multivariadas, y se define como sigue:
Sea {\displaystyle {\mathcal {N}}_{p}({\boldsymbol {\mu }},{\mathbf {\Sigma } })}, que denota una distribución normal p-variada con vector de medias {\displaystyle {\boldsymbol {\mu }}} y covarianza {\displaystyle {\mathbf {\Sigma } }}. Sean
{\displaystyle {\mathbf {x} }_{1},\dots ,{\mathbf {x} }_{n}\sim {\mathcal {N}}_{p}({\boldsymbol {\mu }},{\mathbf {\Sigma } })}
{\displaystyle n} variables aleatorias independientes, las cuales pueden representarse como un vector columna de orden {\displaystyle p\times 1} de números reales. Defínase
{\displaystyle {\overline {\mathbf {x} }}={\frac {\mathbf {x} _{1}+\cdots +\mathbf {x} _{n}}{n}}}
como la media muestral. Puede demostrarse que
{\displaystyle n({\overline {\mathbf {x} }}-{\boldsymbol {\mu }})'{\mathbf {\Sigma } }^{-1}({\overline {\mathbf {x} }}-{\boldsymbol {\mathbf {\mu } }})\sim \chi _{p}^{2},}
donde {\displaystyle \chi _{p}^{2}} es una distribución ji-cuadrado con p grados de libertad. Para demostrar eso se usa el hecho que {\displaystyle {\overline {\mathbf {x} }}\sim {\mathcal {N}}_{p}({\boldsymbol {\mu }},{\mathbf {\Sigma } }/n)} y entonces, al derivar la función característica de la variable aleatoria {\displaystyle \mathbf {y} =n({\overline {\mathbf {x} }}-{\boldsymbol {\mu }})'{\mathbf {\Sigma } }^{-1}({\overline {\mathbf {x} }}-{\boldsymbol {\mathbf {\mu } }})}
{\displaystyle {\begin{aligned}\phi _{\mathbf {y} }(\theta )&=\operatorname {E} e^{i\theta \mathbf {y} }\\&=\operatorname {E} e^{i\theta n({\overline {\mathbf {x} }}-{\boldsymbol {\mu }})'{\mathbf {\Sigma } }^{-1}({\overline {\mathbf {x} }}-{\boldsymbol {\mathbf {\mu } }})}\\&=\int e^{i\theta n({\overline {\mathbf {x} }}-{\boldsymbol {\mu }})'{\mathbf {\Sigma } }^{-1}({\overline {\mathbf {x} }}-{\boldsymbol {\mathbf {\mu } }})}(2\pi )^{-{\frac {p}{2}}}|{\boldsymbol {\Sigma }}/n|^{-{\frac {1}{2}}}\,e^{-{\frac {1}{2}}n({\overline {\mathbf {x} }}-{\boldsymbol {\mu }})'{\boldsymbol {\Sigma }}^{-1}({\overline {\mathbf {x} }}-{\boldsymbol {\mu }})}\,dx_{1}...dx_{p}\\&=\int (2\pi )^{-{\frac {p}{2}}}|{\boldsymbol {\Sigma }}/n|^{-{\frac {1}{2}}}\,e^{-{\frac {1}{2}}n({\overline {\mathbf {x} }}-{\boldsymbol {\mu }})'({\boldsymbol {\Sigma }}^{-1}-2i\theta {\boldsymbol {\Sigma }}^{-1})({\overline {\mathbf {x} }}-{\boldsymbol {\mu }})}\,dx_{1}...dx_{p}\\&=|({\boldsymbol {\Sigma }}^{-1}-2i\theta {\boldsymbol {\Sigma }}^{-1})^{-1}/n|^{\frac {1}{2}}|{\boldsymbol {\Sigma }}/n|^{-{\frac {1}{2}}}\int (2\pi )^{-{\frac {p}{2}}}|({\boldsymbol {\Sigma }}^{-1}-2i\theta {\boldsymbol {\Sigma }}^{-1})^{-1}/n|^{-{\frac {1}{2}}}\,e^{-{\frac {1}{2}}n({\overline {\mathbf {x} }}-{\boldsymbol {\mu }})'({\boldsymbol {\Sigma }}^{-1}-2i\theta {\boldsymbol {\Sigma }}^{-1})({\overline {\mathbf {x} }}-{\boldsymbol {\mu }})}\,dx_{1}...dx_{p}\\&=|(\mathbf {I} _{p}-2i\theta \mathbf {I} _{p})|^{-{\frac {1}{2}}}\\&=(1-2i\theta )^{-{\frac {p}{2}}}\end{aligned}}}
Sin embargo, {\displaystyle {\mathbf {\Sigma } }} es por lo general desconocida y se busca hacer una prueba de hipótesis sobre el vector de medias {\displaystyle {\boldsymbol {\mu }}}. 
Defínase
{\displaystyle {\mathbf {W} }={\frac {1}{n-1}}\sum _{i=1}^{n}(\mathbf {x} _{i}-{\overline {\mathbf {x} }})(\mathbf {x} _{i}-{\overline {\mathbf {x} }})'}
como la covarianza muestral. La traspuesta se ha denotado con un apóstrofo. Se demuestra que {\displaystyle \mathbf {W} } es una matriz definida positiva y {\displaystyle (n-1)\mathbf {W} } sigue una distribución Wishart p-variada con n−1 grados de libertad. La estadística T-cuadrado de Hotelling se define entonces como
{\displaystyle t^{2}=n({\overline {\mathbf {x} }}-{\boldsymbol {\mu }})'{\mathbf {W} }^{-1}({\overline {\mathbf {x} }}-{\boldsymbol {\mathbf {\mu } }})}
porque se demuestra que [cita requerida]
{\displaystyle t^{2}\sim T_{p,n-1}^{2}}
es decir
{\displaystyle {\frac {n-p}{p(n-1)}}t^{2}\sim F_{p,n-p},}
donde {\displaystyle F_{p,n-p}} es una distribución {\displaystyle F} con parámetros {\displaystyle p} y {\displaystyle n-p}. Para calcular un p-valor, multiplique la estadística t2 y la constante anterior y use la distribución {\displaystyle F}.